# Bowerston
Bowerston é uma vila localizada no estado norte-americano de Ohio, no Condado de Harrison.

## Demografia
Segundo o censo norte-americano de 2000, a sua população era de 414 habitantes. 
Em 2006, foi estimada uma população de 421, um aumento de 7 (1.7%).

## Geografia
De acordo com o United States Census Bureau tem uma área de 
1,3 km², dos quais 1,3 km² cobertos por terra e 0,0 km² cobertos por água. Bowerston localiza-se a aproximadamente 290 m acima do nível do mar.

## Localidades na vizinhança
O diagrama seguinte representa as localidades num raio de 16 km ao redor de Bowerston. 